# Championnats de France d'athlétisme 1974
Navigation
Championnats 1973 Championnats 1975
Les Championnats de France d'athlétisme 1974 ont eu lieu du 27 au 28 juillet 1974 à Nice. Les épreuves combinées se déroulent les 13 et 14 juillet 1974 à Colombes.

## Palmarès
| Discipline        | Hommes                | Hommes          | Femmes                   | Femmes       |
| ----------------- | --------------------- | --------------- | ------------------------ | ------------ |
| 100 m             | Joseph Arame          | 10 s 4          | Sylviane Telliez         | 11 s 7       |
| 200 m             | Joseph Arame          | 20 s 7          | Emma Sulter              | 23 s 7       |
| 400 m             | Francis Demarthon     | 46 s 3          | Chantal Leclerc          | 52 s 9       |
| 800 m             | Marcel Philippe       | 1 min 46 s 8    | Madeleine Thomas         | 2 min 04 s 8 |
| 1 500 m           | Jacky Boxberger       | 3 min 43 s 4    | Marie-Françoise Dubois   | 4 min 12 s 2 |
| 3 000 m           | -                     | -               | Martine Rouzé            | 9 min 39 s 2 |
| 5 000 m           | Pierre Liardet        | 13 min 48 s 0   | -                        | -            |
| 10 000 m          | Pierre Liardet        | 28 min 41 s 4   | -                        | -            |
| 20 km marche      | Gérard Lelièvre       | 1 h 30 min 46 s | -                        | -            |
| 100 m haies       | -                     | -               | Chantal Réga             | 13 s 3       |
| 110 m haies       | Guy Drut              | 13 s 6          | -                        | -            |
| 400 m haies       | Jean-Claude Nallet    | 49 s 1          | -                        | -            |
| 3 000 m steeple   | Gérard Buchheit       | 8 min 24 s 6    | -                        | -            |
| Saut en longueur  | Jean-François Bonhème | 8,00 m          | Jacqueline Curtet        | 6,27 m       |
| Triple saut       | Bernard Lamitié       | 16,38 m         | -                        | -            |
| Saut en hauteur   | Paul Poaniewa         | 2,14 m          | Marie-Christine Debourse | 1,83 m       |
| Saut à la perche  | François Tracanelli   | 5,20 m          | -                        | -            |
| Lancer du poids   | Arnjolt Beer          | 18,70 m         | Léone Bertimon           | 16,01 m      |
| Lancer du disque  | Frédéric Piette       | 56,76 m         | Noëlle Jarry             | 52,00 m      |
| Lancer du marteau | Daniel Mikolajczyk    | 66,00 m         | -                        | -            |
| Lancer du javelot | Serge Leroy           | 80,00 m         | Annie Boclé              | 46,68 m      |
| Décathlon         | Yves Le Roy           | 8 074 pts       | -                        | -            |
| Pentathlon        | -                     | -               | Florence Picaut          | 4 273 pts    |